# Wolfsong
Wolfsong è un romanzo di TJ Klune del 2016, primo capitolo della saga di Green Creek.

## Trama
La storia si ambienta a Green Creek, una fittizia cittadina nel cuore dei boschi dell'Oregon. Ox è un giovane considerato "lento" che, quando ha dodici anni, viene abbandonato dal padre, il quale lo denigra affermando che nessuno lo vorrà mai. Da allora, per aiutare la madre Maggie a mantenersi, inizia a lavorare nell'officina del paese, stringendo un forte legame con il proprietario, Gordo, e con i colleghi Rico, Chris e Tanner.
Quando Ox ha sedici anni, vicino alla sua casa si trasferisce la famiglia Bennett, composta dai genitori Thomas ed Elizabeth, dai figli Carter, Kelly e Joe e dallo zio Mark. Il decenne Joe sviluppa subito una particolare attrazione per Ox e lo presenta al resto della famiglia, che lo accoglie con grande affetto. Thomas rivela a Ox che Joe aveva smesso di parlare in seguito a un evento traumatico e che ha ripreso a farlo solo da quando ha incontrato Ox. 
Ox ha una breve relazione con Jessie, sorella minore di Chris, con cui resta in buoni rapporti. Approfondisce il suo rapporto con Joe e inizia a vedere in Thomas una figura paterna. Quando ha diciassette anni, Gordo rivela a Ox l'esistenza della magia nel mondo: lui è uno stregone, mentre i Bennett sono licantropi. Joe ha molte difficoltà con la sua trasformazione in lupo, e viene aiutato da Ox, il quale si consolida come la sua "ancora". Da allora, Ox inizia a prendere parte alla vita del branco. Successivamente, anche Maggie entra a far parte della famiglia e Ox realizza di stare sviluppando dei sentimenti per Joe nonostante la loro differenza di età. 
Sei anni dopo, quando Ox e Joe hanno rispettivamente ventidue e diciassette anni, arriva a Green Creek un branco di licantropi Omega che intendono rivendicare il territorio; il branco dei Bennett, tra cui Ox e Maggie, li respinge con successo. Qualche mese dopo, si presenta in città Richard Collins, un licantropo ex secondo di Thomas che, anni prima, causò a Joe un trauma rapendolo e torturandolo per otto settimane. Nel tentativo di attirare i Bennett in una trappola, Collins e i suoi complici tengono in ostaggio Ox e Maggie e, nello scontro, Maggie si sacrifica. Ciò provoca una spaccatura temporanea tra Ox e i Bennett. Ox capisce che, fin dal loro primo incontro, Joe lo ha designato come suo futuro compagno, e accetta di avere con lui una relazione in futuro, quando Joe avrà raggiunto la maggiore età.
Poco dopo, Collins attacca nuovamente con l'intento di uccidere Thomas e rivendicare il suo status di Alfa; nonostante non riesca a ottenere tale ruolo, Thomas muore nello scontro ed è Joe ad adempiere al suo destino ereditando lo status di Alfa. Assetato di vendetta per la morte del padre, Joe decide di  inseguire Collins portando con sé Gordo, Carter e Kelly, rifiutando invece di portare con sé Ox. Quest'ultimo cerca di supplicarlo di rimanere e gli chiede di trasformarlo in licantropo così che possa proteggere Green Creek, ma Joe rifiuta e i due si separano malamente.
Nei tre anni seguenti, Ox, Elizabeth e Mark faticano a venire a patti con le perdite subite, anche a causa dl fatto che Joe e gli altri smettono di dare loro notizie. Frustrato e addolorato per la situazione, Ox rivela l'esistenza del sovrannaturale a Rico, Chris, Tanner e Jessie. Ox assume inconsapevolmente un ruolo di leadership per il suo gruppo di amici, addestrando  con loro mente e corpo per difendere il territorio. Anche Elizabeth e Mark si rivitalizzano grazie all'influenza di Ox, che diventa il primo Alfa umano mai esistito. Ox prende a carico l'officina di Gordo e guida il suo nuovo branco a combattere eventuali licantropi Omega invasori. Al gruppo si aggiunge un licantropo Beta, Robbie Fontaine, con cui Ox medita seriamente di tradire Joe prima di desistere.
Joe torna con il suo branco senza essere riuscito a trovare Collins e i due gruppi familiari faticano a riconciliarsi a causa del bagaglio emotivo dei due rispettivi Alfa, Joe e Ox. Richard si presenta nuovamente e prende ostaggi diversi cittadini di Green Creek per far uscire Ox allo scoperto. Lui sta per sacrificare il proprio potere, ma Collins lancia comunque un attacco di licantropi Omega sulla città. I branchi di Ox e Joe riescono a difendere Green Creek, nonostante una vasta scala di distruzione e la rivelazione del mondo sovrannaturale. Collins riesce a ferire mortalmente Ox e ad assorbire il suo potere da Alfa, ma viene ucciso subito dopo da Joe, che poi morde Ox per farlo trasformare, garantendo la sua sopravvivenza e il suo consolidamento del potere da Alfa.
Giorni dopo, Ox si trasforma e consolida il suo rapporto con Joe, unificando i due branchi.